# Camille Chamoun
Camille Nimr Chamoun (francesizzazione dell'in arabo كميل نمر شمعون‎?, Kamīl Nimr Shamʿūn, (Deir el Kamar, 3 aprile 1900 – Beirut, 7 agosto 1987) è stato un politico libanese.
Nato in Libano da una famiglia di confessione cristiana maronita, è stato presidente della Repubblica del Libano dal 1952 al 1958, e uno dei principali leader cristiani nel corso della crisi libanese del 1958, e membro della massoneria.

## Biografia

### Primi anni
Recatosi in Francia per condurvi i suoi studi di Giurisprudenza, fu eletto nel Parlamento libanese nel 1934, nel 1937 e nel 1943, quando il Paese era sotto Mandato francese. Fu arrestato l'11 novembre 1943 e incarcerato nel castello di Rashaya con Bishāra al-Khūrī (Bechara el-Khoury) e Riyāḍ al-Ṣulḥ (scritto anche Riad as-Sulh). Il 22 novembre, ossia 11 giorni dopo, manifestazioni pubbliche di massa lo fecero liberare. I libanesi considerano tale data come il giorno dell'indipendenza del Libano.
Chamoun fu in seguito rieletto nel 1947 e nel 1951. Spesso si assentò dal paese, anche in funzione dell'incarico da lui ricoperto di ambasciatore nel Regno Unito dal 1944 al 1946, e quindi presso le Nazioni Unite a New York.

### Presidenza
Chamoun fu scelto come presidente della Repubblica come successore di al-Khūrī nel 1952. Durante la guerra civile del 1958, fece appello alle forze statunitensi che sbarcarono con loro corpi di Marines a Beirut. La sua azione fu aspramente criticata da quanti gli rimproveravano di non tenere in grande conto la sovranità nazionale e la componente islamica libanese. Fuʾād Shihāb (Fouad Chéhab), anch'egli maronita, fu eletto in sostituzione di Chamoun, dal momento che egli godeva d'una grande popolarità presso i musulmani libanesi. Terminò così il mandato presidenziale di Chamoun.

### Il Partito Nazionale Liberale
Dopo le sue dimissioni nel 1958, Chamoun fondò lo stesso anno il Partito Nazionale Liberale (Numūr al-aḥrār, "Tigri Libere"). Fu rieletto all'Assemblea Nazionale nel 1960 fino al 1964, poi fu confermato nel 1968 e nel 1972 (l'ultimo mandato fu espletato fino al termine della nuova guerra civile).

### Guerra civile
Dall'inizio della guerra, Chamoun e il suo partito crearono la milizia armata, detta "Milizia delle Tigri" (in arabo numūr ). Fece parte del Fronte Libanese, dominato dalle Falangi Libanesi (Kataeb, arabo Katāʾib ) e che si fuse con altre milizie a prevalenza cristiana (come la Brigata Marada di Sulayman Farangiyye), per formare le Forze Libanesi.
Nel 1980, la base generale del PNL fu distrutta da un attacco a sorpresa del rivale di Chamoun, Bashir Gemayel, e delle Forze Libanesi che erano al suo comando. Nel 1982, al momento dell'invasione israeliana auto-definita "Pace in Galilea", costui si alleò peraltro di nuovo con Chamoun.

### Morte
Nel 1984, Chamoun raggiunse il governo di Unità Nazionale come vice-Primo Ministro. Morì il 7 agosto 1987 all'età di 87 anni per un attacco di cuore. Suo figlio Dany lo sostituì alla testa del partito fino all'assassinio operato dalle milizie dell'ex-presidente della Repubblica Sulaymān Fārangiyye che lo uccise nel 1990. Il suo secondo figlio Dory prese allora il posto di Dany.